# Hamaxiella brunnescens
Hamaxiella brunnescens är en tvåvingeart som beskrevs av Louis-Paul Mesnil 1967. Hamaxiella brunnescens ingår i släktet Hamaxiella och familjen parasitflugor. Inga underarter finns listade i Catalogue of Life.